# Fritz Schwab
Erich Arthur Fritz Schwab (ur. 31 grudnia 1919 w Berlinie, zm. 24 listopada 2006) – szwajcarski lekkoatleta chodziarz, medalista olimpijski i mistrz Europy.
Był synem Arthura Schwaba, również chodziarza, medalisty olimpijskiego i wicemistrza Europy w chodzie na 50 km. Fritz Schwab odnosił sukcesy w chodzie na 10 000 metrów. Na mistrzostwach Europy w 1946 w Oslo zdobył srebrny medal w tej konkurencji za Johnem Mikaelssonem ze Szwecji. Na igrzyskach olimpijskich w 1948 w Londynie wywalczył brązowy medal, przegrywając z Mikaelssonem i innym Szwedem Ingemarem Johanssonem.
Schwab został mistrzem Europy w chodzie na 10 000 m podczas mistrzostw Europy w 1950 w Brukseli. Na igrzyskach olimpijskich w 1952 w Helsinkach zdobył srebrny medal, przegrywając ponownie z Mikaelssonem.

## Najlepsze wyniki
- chód na 10 000 metrów – 44:44,8